# Made You Look
«Made You Look» —en español: «Te hice mirar»— es una canción interpretada por la cantante estadounidense Meghan Trainor, incluida en su quinto álbum de estudio Takin' It Back (2022). La compañía Epic Records la publicó el 21 de octubre de 2022 como el segundo sencillo del disco. El tema se inspiró en las preocupaciones sobre su imagen corporal después de su embarazo.

## Antecedentes
Trainor lanzó dos álbumes de estudio en 2020, el tercero, Treat Myself, y el cuarto, A Very Trainor Christmas. Luchó mientras creaba el primero, reescribiéndolo cuatro veces como un intento de «adaptarse a lo que está sucediendo en la industria de la música» después de que sus sencillos anteriores tuvieran un bajo rendimiento. Después de que su canción «Title» alcanzara una popularidad viral en TikTok en 2021, anunció su intención de pasar nuevamente al sonido doo-wop de su álbum debut del mismo nombre en su quinto álbum, junto con la influencia de su embarazo en él. En junio del 2022, comenzó a promocionar una canción titulada «Bad for Me» como el sencillo principal del disco. La canción fue lanzada el 24 de junio de 2022 y cuenta con la voz invitada del cantautor estadounidense Teddy Swims.
«Made You Look» se inspiró en las inseguridades que Trainor tenía sobre su imagen corporal después de su embarazo, y un ejercicio que su terapeuta le pidió que hiciera en el que tenía que mirarse desnuda durante cinco minutos.

## Video musical
El videoclip del sencillo estuvo disponible de manera exclusiva en el videojuego Candy Crush Saga durante 24 horas el 20 de octubre de 2022, seguido de su lanzamiento oficial en plataformas de video al día siguiente. La cantante describió que «quería que tuviera colores brillantes y divertidos» y lo llamó «una versión elevada de «All About That Bass» más saturada». En el video aparecen como invitados Scott Hoying, JoJo Siwa y el esposo de Trainor, Daryl Sabara, entre otros.

## Desempeño comercial
«Made You Look» debutó en el número 95 de la lista Billboard Hot 100 en Estados Unidos, pero continuo elevándose hasta alcanzar el puesto número 11, mientras que en Reino Unido alcanzó el puesto 2 del listado UK Singles Chart, convirtiéndose en el primer éxito de Trainor que se ubica entre los 40 primeros puestos de las listas musicales en cuatro años. La canción ingresó entre los diez primeros lugares en la mayoría de los mercados mundiales, convirtiéndose en su mayor éxito comercial desde «Me Too».

## Presentaciones en vivo
El 21 de octubre de 2022, Trainor interpretó el sencillo en vivo por primera vez en programa de televisión The Today Show. Tres días después, presentó la canción en The Tonight Show Starring Jimmy Fallon.

## Posicionamiento en listas
| Lista (2022)                          | Mejor posición |
| ------------------------------------- | -------------- |
| Alemania (Offizielle Deutsche Charts) | 26             |
| Argentina (Monitor Latino)            | 8              |
| Australia (ARIA)                      | 1              |
| Austria (Ö3 Austria Top 40)           | 6              |
| Canadá (Canadian Hot 100)             | 8              |
| Estados Unidos (Billboard Hot 100)    | 11             |
| Global 200 (Billboard)                | 5              |
| Irlanda (IRMA)                        | 9              |
| Lituania (AGATA)                      | 1              |
| Noruega (VG-lista)                    | 1              |
| Nueva Zelanda (Recorded Music NZ)     | 3              |
| Países Bajos (Mega Single Top 100)    | 10             |
| Reino Unido (UK Singles Chart)        | 2              |
| Suecia (Sverigetopplistan)            | 21             |
| Suiza (Schweizer Hitparade)           | 3              |

## Historial de lanzamientos
| Región         | Fecha                 | Formato(s)                 | Discográfica | Ref.   |
| -------------- | --------------------- | -------------------------- | ------------ | ------ |
| Varios         | 21 de octubre de 2022 | Descarga digital streaming | Epic Records |        |
| Estados Unidos | 31 de octubre de 2022 | Adult contemporary         | Epic Records | [ 27 ] |